# Машаду (Минас-Жерайс)
Машаду (порт. Machado) — муниципалитет в Бразилии, входит в штат Минас-Жерайс. Составная часть мезорегиона Юг и юго-запад штата Минас-Жерайс. Входит в экономико-статистический микрорегион Алфенас. Население составляет 37 567 человек на 2007 год. Занимает площадь 583,752 км². Плотность населения — 65,0 чел./км².

## История
Город основан 13 сентября 1881 года.

## Статистика
- Валовой внутренний продукт на 2003 год составляет 303 865 721,00 реал (данные: Бразильский институт географии и статистики).
- Валовой внутренний продукт на душу населения на 2003 год составляет 8314,84 реала (данные: Бразильский институт географии и статистики).
- Индекс развития человеческого потенциала на 2000 год составляет 0,789 (данные: Программа развития ООН).

## География
Климат местности: горный тропический.